# Europees kampioenschap hockey vrouwen 2023
De 16e editie van het Europees kampioenschap hockey voor vrouwen werd van 18 augustus tot en met 26 augustus 2023 gespeeld in het HockeyPark van Mönchengladbach, Duitsland. Tegelijkertijd werd ook het Europees kampioenschap voor mannen gespeeld. 
Nederland won het toernooi voor de vierde opeenvolgende keer door in de finale België met 3-1 te verslaan. Gastland Duitsland won de bronzen medaille dankzij een 3-0 zege op Engeland. 
Als winnaar van het toernooi plaatste Nederland zich voor de Olympische Zomerspelen 2024 in Parijs. De overige landenteams zijn aangewezen op de Olympische kwalificatietoernooien in 2024. 

## Kwalificatie
Naast gastland Duitsland hadden de volgende landenteams zich gekwalificeerd: De beste drie teams van het Europees kampioenschap 2021 en de winnaars van de vier Europese kwalificatietoernooien.
| Toernooi                    | Data                | Plaats     | Quota | Gekwalificeerd          |
| --------------------------- | ------------------- | ---------- | ----- | ----------------------- |
| Gastland                    | 14 december 2020    |            | 1     | Duitsland               |
| Europees kampioenschap 2021 | 4–13 juni 2021      | Amstelveen | 3     | Nederland Spanje België |
| Kwalificatietoernooien      | 17–20 augustus 2022 | Vilnius    | 1     | Italië                  |
| Kwalificatietoernooien      | 18–21 augustus 2022 | Dublin     | 1     | Ierland                 |
| Kwalificatietoernooien      | 24–27 augustus 2022 | Duinkerke  | 1     | Schotland               |
| Kwalificatietoernooien      | 25–28 augustus 2022 | Durham     | 1     | Engeland                |
| Totaal                      | Totaal              | Totaal     | 8     |                         |

## Groepsfase
Alle tijden zijn lokaal (UTC+2).

### Groep A
| Pos | Team      | Wed | W | G | V | Ptn | DV | DT | +/− | Kwalificatie  |
| --- | --------- | --- | - | - | - | --- | -- | -- | --- | ------------- |
| 1   | Nederland | 3   | 3 | 0 | 0 | 9   | 12 | 1  | +11 | Halve finales |
| 2   | België    | 3   | 2 | 0 | 1 | 6   | 11 | 2  | +9  | Halve finales |
| 3   | Spanje    | 3   | 1 | 0 | 2 | 3   | 3  | 10 | −7  |               |
| 4   | Italië    | 3   | 0 | 0 | 3 | 0   | 0  | 13 | −13 |               |

| 19 augustus 2023 11:00                                                   |         |        |                                                         |
| België                                                                   | 6–0     | Italië | Scheidsrechters: Dan Barstow (ENG) Lisette Baljon (NED) |
| Struijk 12' Raye 24' Englebert 49', 57' Puvrez FG', vg' Vanden Borre 58' | verslag |        | Scheidsrechters: Dan Barstow (ENG) Lisette Baljon (NED) |

| 19 augustus 2023 13:15                  |         |              |                                                                |
| Nederland                               | 5–1     | Spanje       | Scheidsrechters: Michelle Meister (GER) Michael Dutrieux (BEL) |
| Jansen 3', 17', 54' Matla 18' Dicke 27' | verslag | Iglesias 27' | Scheidsrechters: Michelle Meister (GER) Michael Dutrieux (BEL) |

| 20 augustus 2023 15:00 |         |                      |                                                               |
| België                 | 0–2     | Nederland            | Scheidsrechters: Hannah Harrison (ENG) Antonio Ilgrande (ITL) |
|                        | verslag | Albers 26' Matla 56' | Scheidsrechters: Hannah Harrison (ENG) Antonio Ilgrande (ITL) |

| 20 augustus 2023 19:45  |         |        |                                                                      |
| Spanje                  | 2–0     | Italië | Scheidsrechters: Rachael Williams (ENG) Michael Gholami-Eilmer (AUT) |
| Torres-Quevedo 14', 29' | verslag |        | Scheidsrechters: Rachael Williams (ENG) Michael Gholami-Eilmer (AUT) |

| 22 augustus 2023 14:45                       |         |        |                                                                  |
| Nederland                                    | 5–0     | Italië | Scheidsrechters: Céline Martin-Schmets (BEL) Gema Calderón (ESP) |
| Matla 16' Jansen 18' Dicke 24', 45' Veen 34' | verslag |        | Scheidsrechters: Céline Martin-Schmets (BEL) Gema Calderón (ESP) |

| 22 augustus 2023 17:00 |         |                                                   |                                                        |
| Spanje                 | 0–5     | België                                            | Scheidsrechters: Sarah Wilson (SCO) Alison Keogh (IRE) |
|                        | verslag | Vanden Borre 3', 59' Englebert 33', 57' Rasir 47' | Scheidsrechters: Sarah Wilson (SCO) Alison Keogh (IRE) |

### Groep B
| Pos | Team          | Wed | W | G | V | Ptn | DV | DT | +/− | Kwalificatie  |
| --- | ------------- | --- | - | - | - | --- | -- | -- | --- | ------------- |
| 1   | Duitsland (G) | 3   | 3 | 0 | 0 | 9   | 13 | 0  | +13 | Halve finales |
| 2   | Engeland      | 3   | 2 | 0 | 1 | 6   | 8  | 5  | +3  | Halve finales |
| 3   | Ierland       | 3   | 1 | 0 | 2 | 3   | 5  | 7  | −2  |               |
| 4   | Schotland     | 3   | 0 | 0 | 3 | 0   | 0  | 14 | −14 |               |

| 18 augustus 2023 17:00                              |         |         |                                                          |
| Engeland                                            | 3–0     | Ierland | Scheidsrechters: Jakub Mejzlík (CZE) Gema Calderón (ESP) |
| Grace Balsdon 8' Tessa Howard 21' Hannah Martin 48' | verslag |         | Scheidsrechters: Jakub Mejzlík (CZE) Gema Calderón (ESP) |

| 18 augustus 2023 19:30                        |         |           |                                                               |
| Duitsland                                     | 4–0     | Schotland | Scheidsrechters: Hannah Harrison (ENG) Antonio Ilgrande (ITA) |
| Zimmermann 1', 30+' Nolte 12' Stapenhorst 53' | verslag |           | Scheidsrechters: Hannah Harrison (ENG) Antonio Ilgrande (ITA) |

| 19 augustus 2023 20:15                                  |         |           |                                                                     |
| Ierland                                                 | 5–0     | Schotland | Scheidsrechters: Céline Martin-Schmets (BEL) Jonas van 't Hek (NED) |
| McLoughlin 19' Curran 20' N. Carey 26' Torrans 55', 60' | verslag |           | Scheidsrechters: Céline Martin-Schmets (BEL) Jonas van 't Hek (NED) |

| 20 augustus 2023 17:30                                  |         |          |                                                            |
| Duitsland                                               | 5–0     | Engeland | Scheidsrechters: Laurine Delforge (BEL) Alison Keogh (IRE) |
| Micheel 38' Zimmermann 41' Fleschütz 46', 59' Heinz 49' | verslag |          | Scheidsrechters: Laurine Delforge (BEL) Alison Keogh (IRE) |

| 22 augustus 2023 12:30                |         |           |                                                           |
| Engeland                              | 5–0     | Schotland | Scheidsrechters: Michelle Meister (GER) Ben Göntgen (GER) |
| Howard 16', 52', 57' Balsdon 29', 44' | verslag |           | Scheidsrechters: Michelle Meister (GER) Ben Göntgen (GER) |

| 22 augustus 2023 19:30 |         |                                                       |                                                             |
| Ierland                | 0–5     | Duitsland                                             | Scheidsrechters: Rachel Williams (ENG) Lisette Baljon (NED) |
|                        | verslag | Zimmermann 7' Heinz 23' Lorenz 51', 52' Fleschütz 53' | Scheidsrechters: Rachel Williams (ENG) Lisette Baljon (NED) |

## Plaatsen 5 tot en met 8
De vier ploegen die op de laagste twee plaatsen in hun groep eindigden speelden een volledige onderlinge competitie. Voor de ploeg die ze in de groepsfase al hebben ontmoet wordt het resultaat uit de vorige ronde overgenomen.
| Pos | Team      | Wed | W | G | V | Ptn | DV | DT | +/− |
| --- | --------- | --- | - | - | - | --- | -- | -- | --- |
| 5   | Ierland   | 3   | 1 | 2 | 0 | 5   | 8  | 3  | +5  |
| 6   | Spanje    | 3   | 1 | 1 | 1 | 4   | 5  | 4  | +1  |
| 7   | Schotland | 3   | 1 | 1 | 1 | 4   | 3  | 7  | −4  |
| 8   | Italië    | 3   | 0 | 2 | 1 | 2   | 2  | 4  | −2  |

| 24 augustus 2023 12:30 |         |              |                                                             |
| Italië                 | 1–1     | Schotland    | Scheidsrechters: Gema Calderón (ESP) Michelle Meister (GER) |
| Munitis 26'            | verslag | Costello 27' | Scheidsrechters: Gema Calderón (ESP) Michelle Meister (GER) |

| 24 augustus 2023 14:45  |         |                       |                                                                    |
| Spanje                  | 2–2     | Ierland               | Scheidsrechters: Michael Gholami-Eilmer (AUT) Lisette Baljon (NED) |
| Mejias 33' Iglesias 38' | verslag | McAuley 14' Upton 49' | Scheidsrechters: Michael Gholami-Eilmer (AUT) Lisette Baljon (NED) |

| 25 augustus 2023 13:45 |         |                            |                                                             |
| Spanje                 | 1–2     | Schotland                  | Scheidsrechters: Hannah Harrison (ENG) Lisette Baljon (NED) |
| Jiménez Vicente 47'    | verslag | Costello 15' C. Wilson 32' | Scheidsrechters: Hannah Harrison (ENG) Lisette Baljon (NED) |

| 25 augustus 2023 16:00 |         |             |                                                                     |
| Ierland                | 1–1     | Italië      | Scheidsrechters: Céline Martin-Schmets (BEL) Michelle Meister (GER) |
| Carroll 48'            | verslag | Laurito 35' | Scheidsrechters: Céline Martin-Schmets (BEL) Michelle Meister (GER) |

## Plaatsen 1 tot en met 4
|  | Halve finale | Halve finale |              |   | Finale | Finale |
|  |              |              |              |   |        |        |
|  | 24 augustus  |              |              |   |        |        |
|  |              |              |              |   |        |        |
|  | Nederland    | 7            |              |   |        |        |
|  | Nederland    | 7            | 26 augustus  |   |        |        |
|  | Engeland     | 0            |              |   |        |        |
|  | Engeland     | 0            | Nederland    | 3 |        |        |
|  | 24 augustus  |              | Nederland    | 3 |        |        |
|  |              | België       | 1            |   |        |        |
|  | Duitsland    | België       | 1            | 0 |        |        |
|  | Duitsland    |              |              | 0 |        |        |
|  | België       | 1            |              |   |        |        |
|  | België       | 1            | Troostfinale |   |        |        |
|  |              |              |              |   |        |        |
|  | 26 augustus  |              |              |   |        |        |
|  |              |              |              |   |        |        |
|  | Engeland     | 0            |              |   |        |        |
|  | Engeland     | 0            |              |   |        |        |
|  | Duitsland    | 3            |              |   |        |        |

### Halve finales
| 24 augustus 2023 17:00                                 |         |          |                                                             |
| Nederland                                              | 7–0     | Engeland | Scheidsrechters: Laurine Delforge (BEL) Jakub Mejzlík (CZE) |
| Jansen 33', 42', 58' Dicke 35' Matla 45', 59' Veen 47' | verslag |          | Scheidsrechters: Laurine Delforge (BEL) Jakub Mejzlík (CZE) |

| 24 augustus 2023 20:00 |         |          |                                                               |
| Duitsland              | 0-1     | België   | Scheidsrechters: Hannah Harrison (ENG) Rachael Williams (ENG) |
|                        | verslag | White 2' | Scheidsrechters: Hannah Harrison (ENG) Rachael Williams (ENG) |

#### Troostfinale
| 26 augustus 2023 12:15 |         |                                              |                                                             |
| Engeland               | 0–3     | Duitsland                                    | Scheidsrechters: Laurine Delforge (BEL) Gema Calderón (ESP) |
|                        | verslag | Zimmermann 12' Stapenhorst 26' Fleschütz 58' | Scheidsrechters: Laurine Delforge (BEL) Gema Calderón (ESP) |

#### Finale
| 26 augustus 2023 14:45   |         |          |                                                         |
| Nederland                | 3–1     | België   | Scheidsrechters: Alison Keogh (IRE) Martin Madden (SCO) |
| Veen 2' Moes 5' Burg 26' | verslag | Raye 23' | Scheidsrechters: Alison Keogh (IRE) Martin Madden (SCO) |

## Eindrangschikking
| Rank   | Team      |
| ------ | --------- |
| Goud   | Nederland |
| Zilver | België    |
| Brons  | Duitsland |
| 4      | Engeland  |
| 5      | Ierland   |
| 6      | Spanje    |
| 7      | Schotland |
| 8      | Italië    |

|  | Gekwalificeerd voor de Olympische Zomerspelen Parijs 2024 |